# André Cordeiro de Araújo Lima
André Cordeiro de Araújo Lima (Rio de Janeiro, 19 de janeiro de 1833 — , ) foi um político brasileiro.
Bacharel pela Faculdade de Direito do Recife, em 1853.
Foi nomeado presidente da província de Santa Catarina por carta imperial de 4 de novembro de 1869, empossado no cargo pelo segundo vice-presidente Manuel do Nascimento da Fonseca Galvão em 3 de janeiro de 1870, permanecendo no cargo até 10 de abril do mesmo ano, devolvendo-o ao mesmo vice-presidente que o empossou. Este último assumiu o cargo interinamente até o dia seguinte, 11 de abril, quando então assumiu também interinamente Manuel Vieira Tosta, barão de Muritiba, até o dia 18 de maio de 1870.